# Mont-d'Or chaud

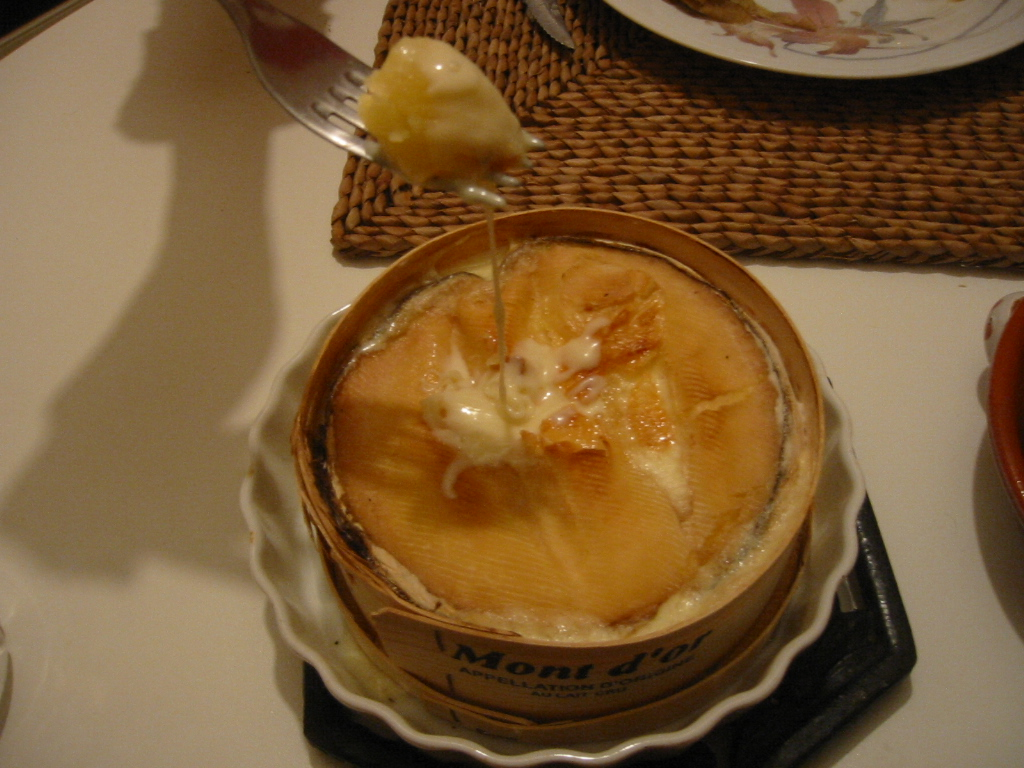
Fondue del Vacherin Mont-d'Or.

El Mont-d'Or chaud (Mont-d'Or caliente en francés) es un tipo de fondue realizada exclusivamente con un queso Vacherin Mont-d'Or horneado. Es un plato tradicional de invierno en el Franco Condado francés y el Cantón de Vaud suizo.

## Características

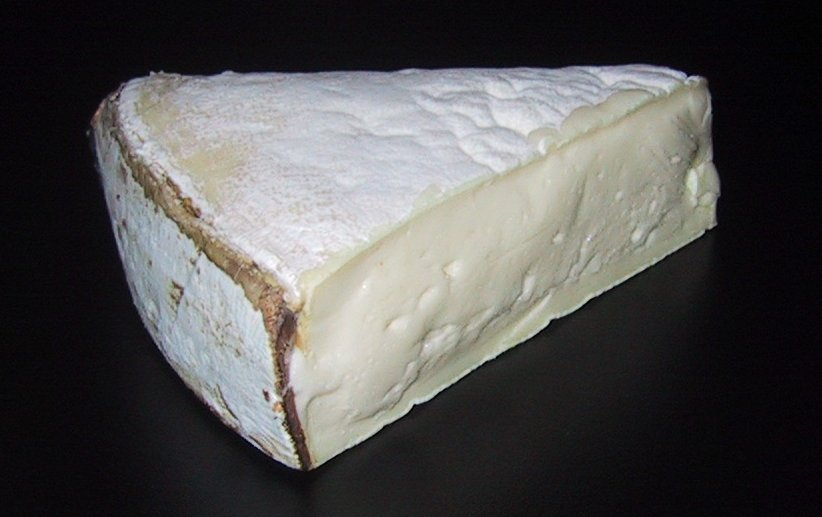
Vacherin Mont-d'Or.

Es un queso estacional por lo que sólo se puede consumir en otoño-invierno. Es un queso artesanal elaborado con leche cruda no pasteurizada en la zona francesa y con leche pasteurizada en la zona suiza. El vacherin se vende en una caja de madera que no se quita antes de calentar el queso en el horno, por lo que se suele envolver en papel de aluminio (Papillot) por si el queso al fundir se escapa por las juntas de la caja de madera. Tradicionalmente se mojaba en agua previamente. Opcionalmente se le practica un agujero de algunos centímetros en el centro donde se vierte un poco de vino blanco seco y opcionalmente uno o dos dientes de ajo.
Al sacarlo del horno, se lleva tal cual a la mesa y se quita la tapa superior que forma la pastilla del queso. El interior del queso derretido se puede consumir como una fondue en la que se sumergen trozos de patata cocida en su piel, o se utiliza para untar. A veces se utiliza también pan en lugar de patata. Se acompaña tradicionalmente con una salchicha de Morteau.